# 爐主制度

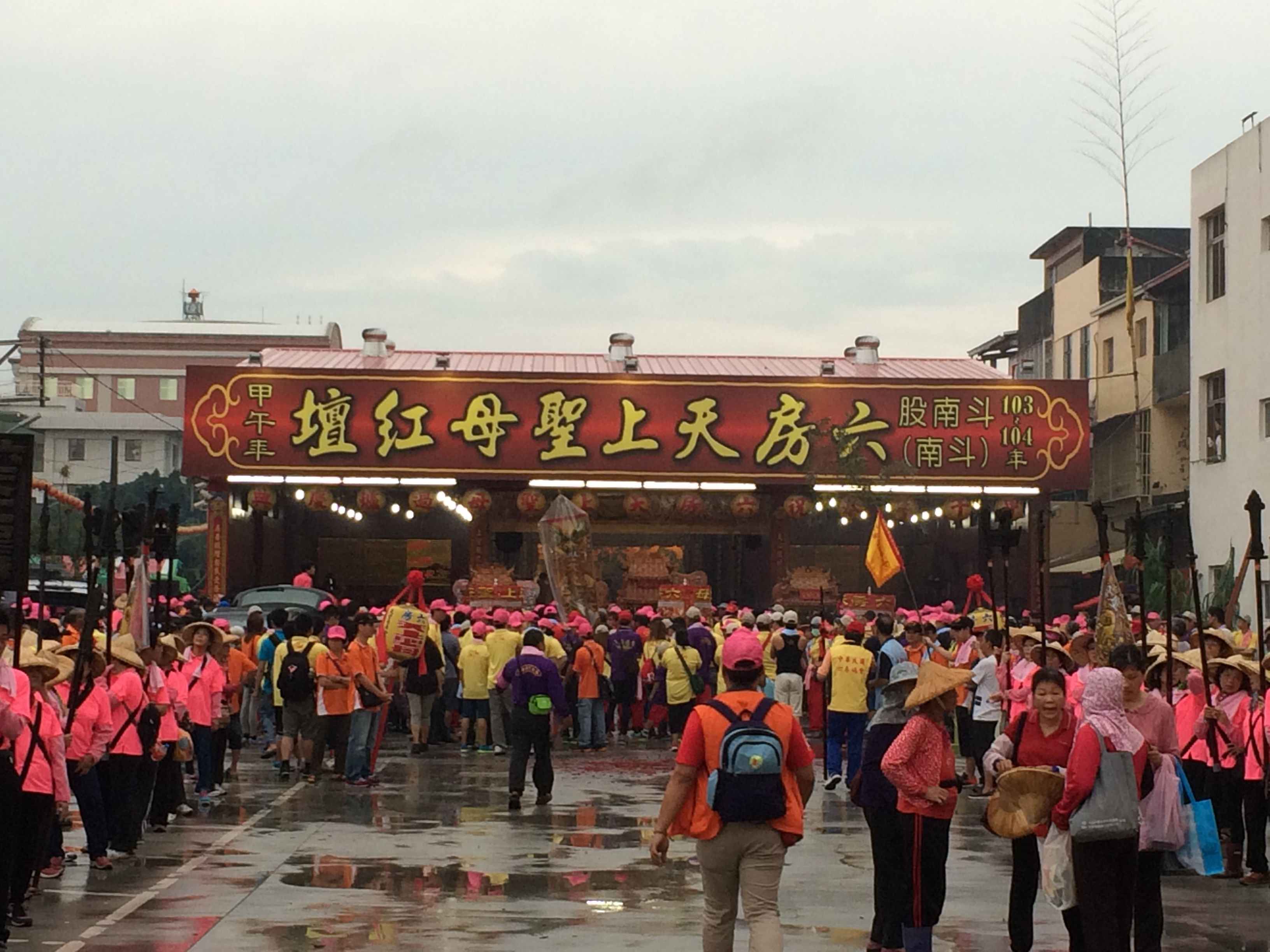
臺灣當前施行爐主制度的神明會組織――位於雲林縣境內活躍的六房天上聖母。天運歲次甲午（2014年）六房媽的過爐遶境活動，六房媽自斗南股斗南紅壇啟程、赴往土庫股竹腳寮紅壇駐蹕。

爐主制度，或作頭家爐主，起源於古代農業社會的「社祭」慶典，台灣傳統民間信仰中神明祭祀的組織運作形式，常見於神明會。

## 簡介
台灣清領時期庶民百姓較為窮苦，禮敬神明卻未必有能力起建廟宇，神明的香火於是以輪流的方式在不同信徒的住處供奉，輪值時間多為一年；爐主制度也施行於興建廟宇後的地方宮廟。然而，無論是何種形式，值年的爐主都需要負責日常上香、奉茶與環境清潔，主辦該年度的演戲酬神、祭祀、謝平安等各項事務。
台灣的漢人社會中，供奉神明可以沒有神像或神位，但是必有「香爐」（如臺南天壇的起源即是一個明鄭王朝遺留的天公爐），所以值年主導祭祀神明事宜的負責人稱為「爐主」，意即該年年度「神像」與「香爐」皆會安置於負責人的居所之中長達一年，故名值年爐主。而根據信眾人數多寡，尚有「副爐主」的設置，「頭家」則負責協助祭祀事務。爐主與副爐主僅有一名，頭家的人數與職責不等，隨各地區域的規定乃有所不同，早年亦需襄助爐主挨家挨戶收取丁口錢（福份錢）籌措祭祀費用。上述擔綱「爐主」、「副爐」與「頭家」的人，通稱「福頭」，被視為與神明有緣的福氣之人；此外，無擔綱職責的信眾則統稱「爐下弟子（爐腳弟子）」。

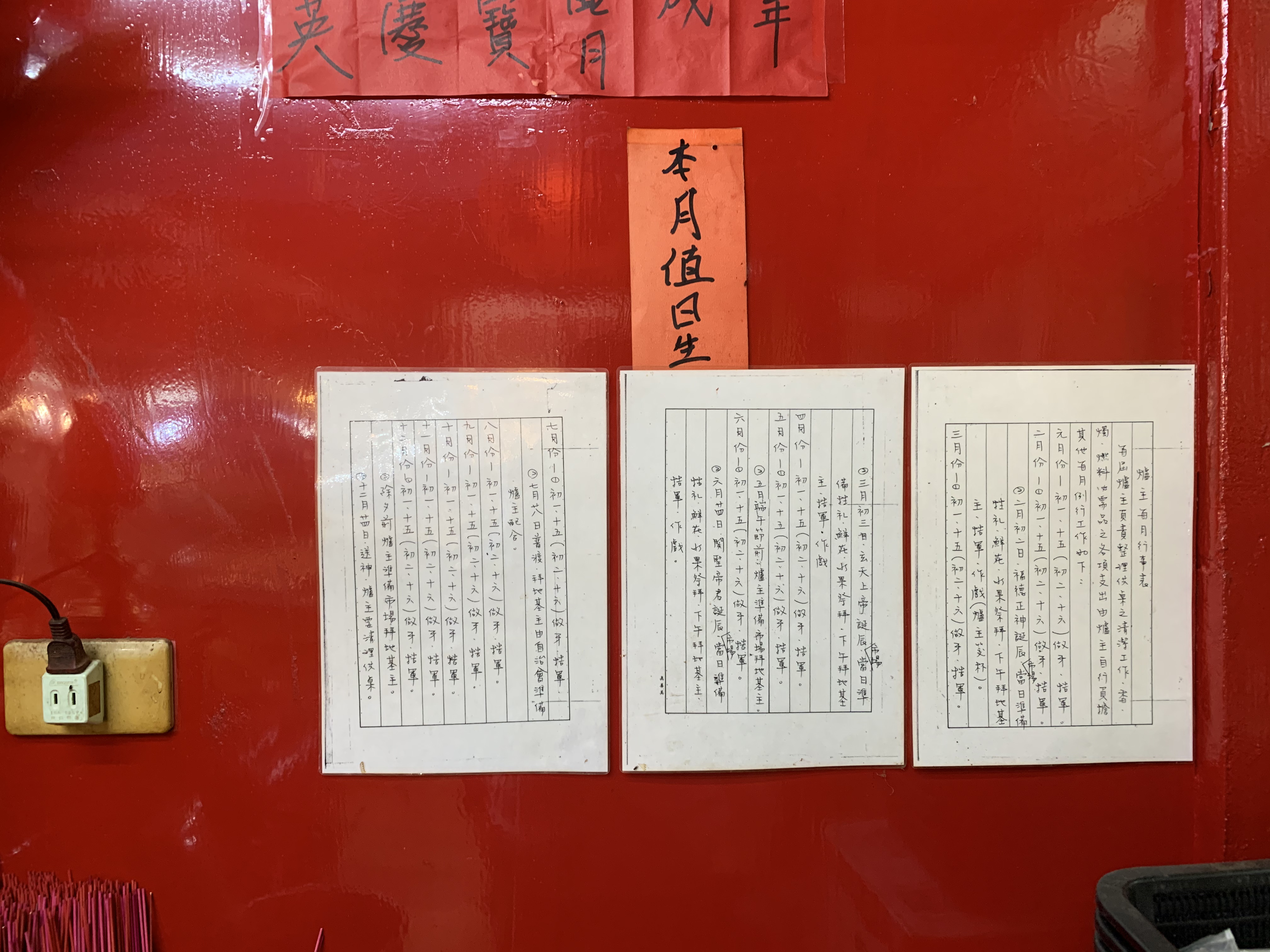
臺北市公有成德市場內神龕旁爐主每月行事表。

傳統上，每年的爐主選拔為公平起見，多在神明的面前以擲筊選出，獲得神明旨意遴選為爐主者，多以無給薪志工身分擔負起新一年度祭祀場所的清潔、主持酬神、張羅法事等雜物。雖然在台灣傳統民俗觀念之中，將替神明服務視為一種榮譽，但由於許多支出需自掏腰包，通常皆是具備經濟餘裕的人才有意願去參與爐主遴選。
近年因應台灣廟宇經營方式多數轉為財團法人或成立管理委員會，有專人長年管理、募款與經營的緣故，徵收「丁口錢」必要性大減，於是以爐主制度經營宗教組織的方式也未若早期普遍，現今較常見於供奉單一神祇信仰的神明會組織。

## 六房媽信仰
台灣現今施行爐主制度的組織以雲林縣的「六房天上聖母」最具代表性。雲林六房媽乃是全台灣迄今信眾最多、卻仍沒有興建固定廟宇祭祀的神明會組織。六房媽巡迴範圍僅限於斗六市（大北勢股）、斗南鎮（斗南股）、虎尾鎮（過溪股）、土庫鎮（土庫股）、大埤鄉（五間厝股）等五鄉鎮的村里，各村落將會另行搭建紅壇供六房媽駐蹕一年，期滿離去。這種年年遷居、在各鄉鎮輪替呈現「有神無廟」的祭祀方式，卻能有效集結雲林縣境內36個村落的凝聚力。不僅如此，雲林六房媽祖的香火亦分靈至台灣各地，諸如嘉義縣大林鎮、新竹市、彰化縣等縣市，其中以台中市六房媽分會及南投縣埔里鎮六房媽分會的組織編制最為嚴謹、且具規模。